# Station Voreppe
Station Voreppe is een spoorwegstation in de Franse gemeente Voreppe.